# Tereza de Benguela

Bild von Tereza de Benguela, erstellt von der Künstlerin Ilka Cyana, basierend auf akademischer Forschung und der Aussage der Historikerin und Nachfahrin Silviane Ramos.

Tereza de Benguela war eine Sklaven-Anführerin (portugiesisch líder quilombola) (geboren im frühen 18. Jahrhundert, verstorben vermutlich am 25. Juli 1770 im Quilombo Quariterê im Kapitanat Mato Grosso der portugiesischen Kolonie Brasilien), die im 18. Jahrhundert im heutigen Bundesstaat Mato Grosso lebte. Sie führte die Sklavensiedlung Quilombo Quariterê am Fluss Guaporé an, der sich in der Nähe der Stadt Vila Bela da Santíssima Trindade befunden haben soll. 

## Leben
Über die genaue Herkunft oder Lebensumstände von Tereza de Benguela ist relativ wenig bekannt, auch wenn es Vermutungen gibt, dass ihr Name aufgrund ihrer Verschiffung im angolanischen Hafen von Benguela stammen soll. Sie soll eine geflohene Sklavin des Hauptmanns (capitão) Timóteo Pereira Gomes gewesen sein und später den Sklavenanführer José Piolho geheiratet haben. Dieser führte in den 1740er Jahren die Sklavensiedlung Quilombo do Piolho (auch Quilombo Quariterê) an, die sich zwischen dem Fluss Guaporé, der heutigen Grenze zwischen Mato Grosso und Bolivien, und der heutigen Stadt Cuiabá befunden haben soll. Im Quilombo sollen sowohl aus den Goldminen und den Fazendas geflohene schwarze Sklaven wie Indigene gelebt haben. Terezas Ehemann verstarb in den früheren 1750er Jahren, sodass sie selbst zur Anführerin oder Königin der Siedlung wurde. Unter ihrer Führung blühte der Quilombo auf, gut 200 Menschen sollen dort gelebt haben.
Tereza führte im Quilombo eine Art parlamentarisches System ein, in dem sich Abgeordnete wöchentlich trafen, um über die Verwaltung der Siedlungen zu entscheiden. Tereza befehligte die politische, wirtschaftliche und administrative Struktur des Quilombos und unterhielt ein Verteidigungssystem mit Waffen, die mit Weißen getauscht oder aus den umliegenden Dörfern gestohlen wurden. Metallgegenstände sollen in Arbeitswerkzeuge umgewandelt worden sein, da der Quilombo selbst über eine Schmiede verfügte. Des Weiteren sollen die Bewohner der Siedlung Baumwolle angebaut haben, die mit Webstühlen zu Stoffen verarbeitet wurden. Diese sollen wiederum außerhalb der Siedlung verkauft worden sein.
Am 27. Juni 1770 brach eine Militärexpedition zum Quilombo Quariterê auf, mit dem Auftrag, ihn zu zerstören und die Bewohner zu versklaven. Die Expedition erreichte den Quilombo am 22. Juli 1770, die Soldaten sollen direkt das Feuer auf die Bewohner eröffnet haben. Die meisten versuchten vergeblich zu fliehen, 79 Schwarze und 30 Indigene sollen festgenommen, versklavt und nach Vila Bela da Santíssima Trindade gebracht worden sein. Dort sollen sie mit einem „F“ für Fojão („Geflohen“) gebrandmarkt worden sein. Tereza selbst versuchte als Königin des Quilombos einen bewaffneten Widerstand anzuführen, verlor jedoch. Sie selbst wurde in eine Zelle gesteckt, wo sie vor den Augen der Bewohner gedemütigt worden sein soll. Daraufhin soll sie verstummt und mehrere Tage später vor Kummer gestorben sein. Nach ihrem Tod wurde ihre Leiche enthauptet und ihr Kopf auf eine Stange im Inneren der Siedlung zur Abschreckung aufgestellt.
Nach ihrem Tod sollen die Überlebenden versucht haben, den Quilombo wiederaufzubauen. Dieser soll bis 1795 Bestand gehabt haben.

## Erinnerung

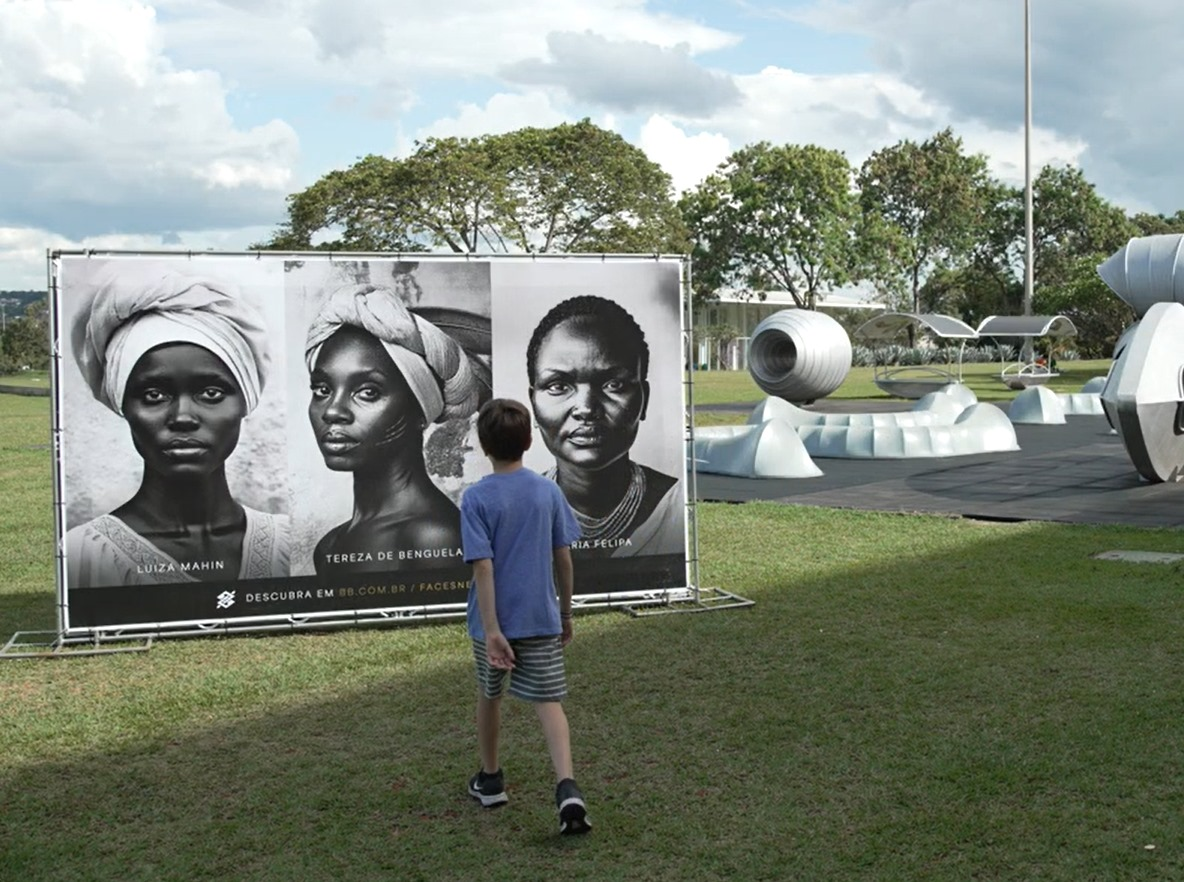
Ausstellung über Tereza de Benguela, Luiza Mahin und Maria Felipa im CCBB (Kulturzentrum Banco do Brasil).

Seit 2014 wird der vermutete Todestag von Tereza de Benguela, der 25. Juli, in Brasilien als Nationaler Gedenktag für Tereza de Benguela sowie als Tag der Schwarzen Frau, dem Dia da Mulher Negra, gefeiert.